# Naizin
Naizin is een plaats en voormalige gemeente in het Franse departement Morbihan in de regio Bretagne en telt 1524 inwoners (1999). De plaats maakt deel uit van het arrondissement Pontivy.

## Geschiedenis
Naizin is op 1 januari 2016 gefuseerd met de gemeenten Moustoir-Remungol en Remungol tot de gemeente Évellys.  

## Geografie
De oppervlakte van Naizin bedraagt 40,9 km², de bevolkingsdichtheid is 37,3 inwoners per km².
De onderstaande kaart toont de ligging van Naizin met de belangrijkste infrastructuur en aangrenzende gemeenten.

## Demografie
Onderstaande figuur toont het verloop van het inwonertal.